# John Paul Fruttero
John Paul Fruttero (* 30. April 1981 in Montebello) ist ein ehemaliger US-amerikanischer Tennisspieler.

## Karriere
Fruttero war vor allem auf der Challenger Tour aktiv und konnte auf dieser drei Doppeltitel gewinnen. In den Jahren 2011 und 2012 gewann er diese mit seinem Partner Raven Klaasen, mit dem er außerdem in diesem Zeitraum in fünf weiteren Finals stand. Auf der ATP World Tour gab er 2005 in Bangkok sein Debüt, unterlag allerdings in der ersten Runde dem Spanier Guillermo García López. Dies blieb sein einziges Spiel im Einzel auf der World Tour. Bei Grand Slams konnte er sich nie für ein Hauptfeld qualifizieren. Seine letzte Saison bestritt er 2012.

## Erfolge
| Legende (Anzahl der Siege)  |
| Grand Slam                  |
| ATP World Tour Finals       |
| ATP World Tour Masters 1000 |
| ATP World Tour 500          |
| ATP World Tour 250          |
| ATP Challenger Tour (3)     |

### Doppel

#### Turniersiege
| Nr. | Datum          | Turnier   | Belag     | Partner       | Finalgegner                         | Ergebnis          |
| --- | -------------- | --------- | --------- | ------------- | ----------------------------------- | ----------------- |
| 1.  | 22. Mai 2011   | Fargʻona  | Hartplatz | Raven Klaasen | Im Kyu-tae Danai Udomchoke          | 6:0, 6:3          |
| 2.  | 18. März 2012  | Pingguo   | Hartplatz | Raven Klaasen | Colin Ebelthite Sam Groth           | 6:2, 6:4          |
| 3.  | 29. April 2012 | Kaohsiung | Hartplatz | Raven Klaasen | Daniel King-Turner Frederik Nielsen | 6:76, 7:5, [10:8] |